# Campionato sudamericano maschile di pallavolo 1967
Il VII campionato sudamericano maschile di pallavolo si è svolto nel 1967 a Santos, in Brasile. Al torneo hanno partecipato 5 squadre nazionali sudamericane e la vittoria finale è andata per la sesta volta al Brasile.

## Squadre partecipanti
- Brasile
- Cile
- Paraguay
- Uruguay
- Venezuela

## Classifica finale
| Classifica | Squadre   |
| ---------- | --------- |
|            | Brasile   |
|            | Venezuela |
|            | Cile      |
| 4          | Uruguay   |
| 5          | Paraguay  |